# 無力
『無力』（むりょく）は秋吉契里の6枚目のシングル及び2作目のアルバム。

## シングル内容
後述の2枚目のアルバムのタイトル曲で、テレビ朝日のローカルドラマ『せつない』主題歌。一貫して、同系列の主題歌として使われた表題曲は本作が最後となった。

## シングル収録曲
1. 無力
作詞・作曲：秋吉契里　編曲：池田大介
2. 悲しみは涙よりも多く
作詞・作曲：秋吉契里　編曲：C. Crew
3. 無力 (inst.)

## アルバム内容
池田大介が全曲、編曲・キーボードに参加した本作は、秋吉にとっては生涯最後のオリジナル・アルバムとなった。

## アルバム収録曲
1. 生まれ変わっても×××
2. キスより熱い運命
3. 嘆きの門
4. 青白い炎のように揺れ続けて
5. 1秒も離れられない
6. 聖地
7. べつべつの涙
8. 黙って愛し続ける自由
9. これで最後になるのなら
10. 無力
11. 黎明のとき

作詞・作曲：秋吉契里　編曲：池田大介

## 参加ミュージシャン
- 中島正雄 - ギター
- 齋藤辰夫 - ギター